# Agustín Riancho
Agustín de Riancho Gómez de la Mora (Entrambasmestas, 16 de noviembre de 1841-Corvera de Toranzo, 26 de septiembre de 1929) fue un pintor paisajista español.

## Biografía

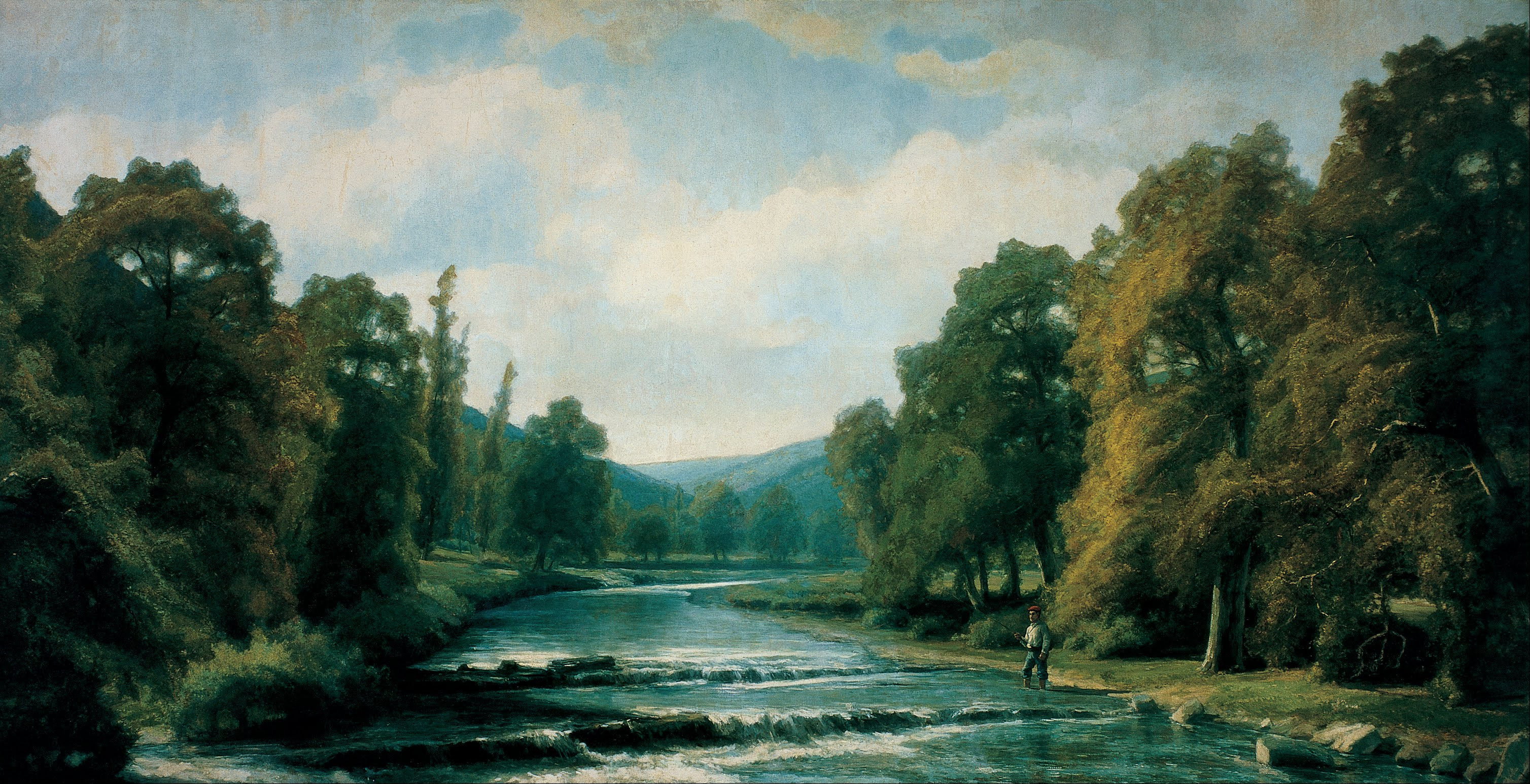
Paisaje montañés (hacia 1885). Fundación Banco Santander.

Nació el 16 de noviembre de 1841 en la localidad de Entrambasmestas, perteneciente al municipio de Luena. De origen campesino, comenzó a formarse como dibujante en Santander. Una beca le permitiría ingresar la Escuela de Bellas Artes de San Fernando (Madrid), siendo alumno del paisajista Carlos de Haes. En 1860, con apenas diecinueve años, se le concede una Mención de Honor de segunda clase, por un paisaje de Madrid en la Exposición Nacional de Bellas Artes. Animado por Haes, continúa estudios en Amberes, con Jean Pierre François Lamorinière (1862-1867). Después reside en Bruselas (1867-1883), época en la que entra en contacto con la Escuela de Barbizon, de la que recibe una gran influencia. Participa en el Salón de Amberes (1873) y en la Exposición Internacional de Bellas Artes de Namur (1874).
De regreso a España, pasó cinco años en Valladolid pintando en Tierra de Campos. En 1901 se instaló en Entrambasmestas, y comienza a pintar el paisaje montañés, al principio con un estilo realista, y a partir de 1923 con una visión más personal. El hecho de vivir aislado no le impidió participar en varias exposiciones, las últimas en 1922 y 1923. Recibió un homenaje en Santillana del Mar en 1928. Falleció en 1929, en la casa de su sobrina en la localidad de Alceda, en Corvera de Toranzo, a cuyo colegio público se le pondría luego su nombre. También hay un busto en su honor en Entrambasmestas, y un monumento busto-retrato en la Alameda de Oviedo, en Santander, realizado por el escultor José Villalobos Miñor e inaugurado en el año 1955. Asimismo, los ayuntamientos de Torrelavega y Camargo tienen calles bautizadas en su memoria.

## Exposiciones póstumas
En marzo de 1933, se le dedicó una exposición homenaje en el Museo de Arte Moderno de Madrid, con 57 obras, en su mayoría de temas montañeses. En 1942, el Ateneo de Santander y Javier González de Riancho, organizan una exposición de dibujos. Con este motivo tienen lugar dos conferencias, a cargo del pintor, catedrático de dibujo y escritor Juan José Cobo Barquera (Comillas, 1902-Santander, 1987), y el periodista, crítico de arte, biógrafo y conservador del Museo de BB.AA. José Simón Cabarga. En julio de 1947 se exponen 27 obras en la Biblioteca de José María de Pereda de Torrelavega, cinco óleos, entre ellos Árbol florido, Alameda de Oviedo y Paisaje, y 22 dibujos. El catálogo lleva un texto de Enrique Lafuente Ferrari.
En 1962, entre el 15 de junio y el 15 de septiembre se reúnen 160 (88 óleos y 72 dibujos), en el Museo Diocesano Regina Coeli de Santillana del Mar. En febrero y marzo de 1973, el Museo Español de Arte Contemporáneo de Madrid presenta una gran exposición antológica, con más de 250 obras entre óleos y dibujos; y en junio de ese mismo año se expusieron en el Museo de BB.AA. de Santander 74 óleos de instituciones cántabras y colecciones privadas, y se editó un gran catálogo de 118 páginas. En 1976, entre el 2 y el 21 de agosto, se celebra otra exposición de 62 obras (32 óleos y 30 dibujos), presentando la colección Ontaneda en el Museo de BB.AA. de Santander, aportando la colección Ontaneda (20 óleos y 28 dibujos), el Museo BB.AA. (11 óleos), el Ateneo de Santander (1 óleo) y un privado (2 dibujos). 
En 1997, del 4 de agosto al 20 de septiembre el Museo BB.AA. de Santander organizó una exposición con sesenta de obras, seleccionadas a partir de la catalogación de más de mil obras de Riancho. editándose un catálogo-estudio de la obra por el director del Museo Salvador Carretero Rebés y Diego Bedia Casanueva. 
En 2008, el Gobierno de Cantabria, a través de la Consejería de Cultura, Turismo y Deporte, editó un catálogo titulado "Agustín Riancho, los dibujos", que recoge 165 de entre los muchos que pintó durante sus casi 80 años de vida activa, todos de colecciones privadas y de la familia del artista. En 2009, y con motivo de la edición del libro "Agustín Riancho, los dibujos" del año anterior, se presentó una exposición desde el 15 de julio hasta el 12 de agosto, inaugurada por el Consejero de Cultura del Gobierno de Cantabria en las Casas del Águila y la Parra de Santillana del Mar.
En 2015 en febrero se inaugura una exposición de 29 óleos del Museo de Arte Moderno y Contemporáneo de Santander y Cantabria (M.A.S.) en su Espacio Génesis, cerrándose dieciséis meses después el 24 de mayo de 2016.

## Obra en museos
El Museo de Arte Moderno y Contemporáneo de Santander y Cantabria, antiguo Museo de Bellas Artes de Santander, conserva una amplia colección de obras suyas, pertenecientes a las distintas etapas de su producción. El Museo del Prado posee veintisiete obras, en su mayoría dibujos. Es significativo que un óleo adquirido en 2019, titulado simplemente Paisaje (datado entre 1890 y 1900) fuera objeto de una petición en las redes sociales para la localización de la formación rocosa que representa. También está representado en la colección Gerstenmaier,  la colección Abelló. y en la colección de la Fundación María Cristina Masaveu Peterson.

## Estilo
Iniciado en la pintura realista del siglo XIX y XX, su estancia en los Países Bajos le acercaría al naturalismo, como se percibe en obras como La Cagigona (1905) o Árbol florido (1904). A partir de 1923, en sus últimos años de vida, abandonó progresivamente el realismo, usando técnicas impresionistas, llegando a acercarse al expresionismo.